# Grand Cirque ordinaire

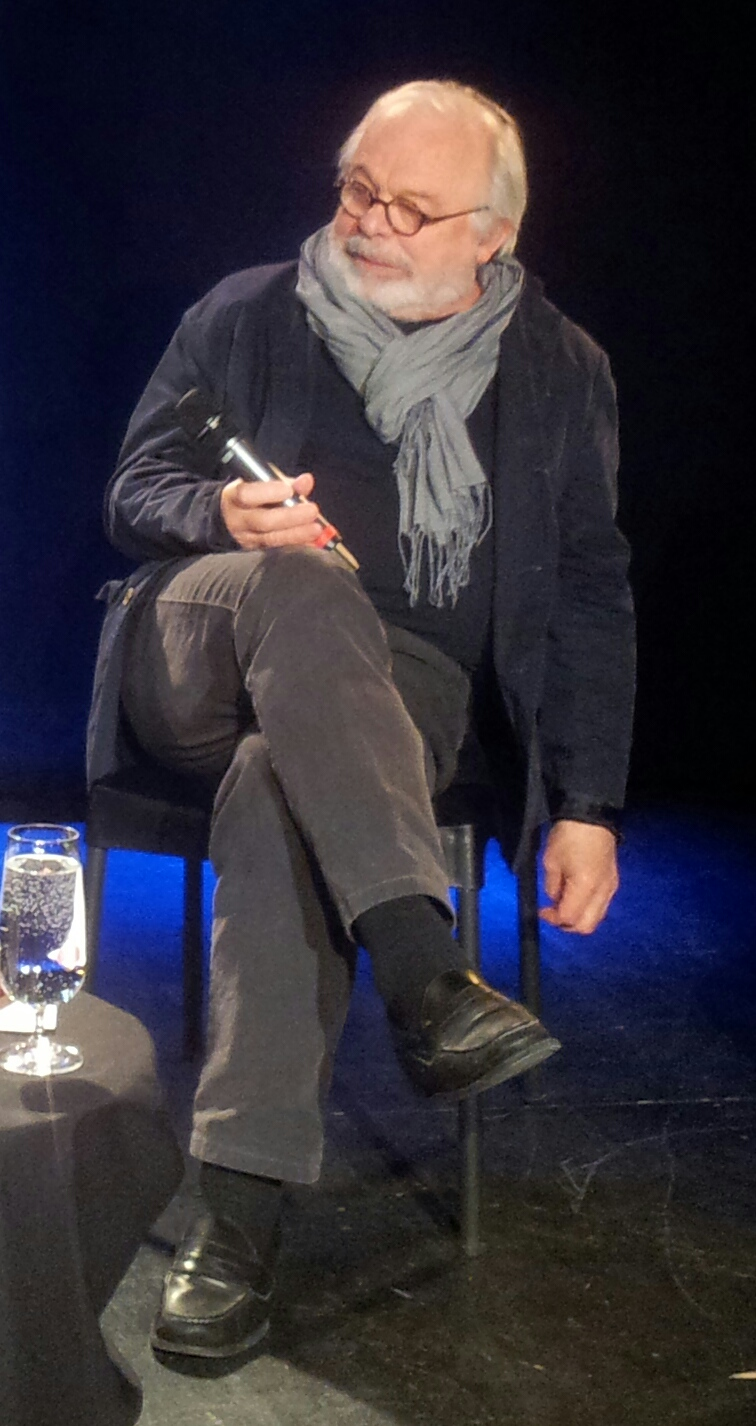
Raymond Cloutier initiateur et un des fondateurs du Grand Cirque ordinaire

Le Grand Cirque ordinaire (GCO) est une troupe de théâtre québécoise fondée en 1969 par Paule Baillargeon, Jocelyn Bérubé, Raymond Cloutier, Suzanne Garceau, Claude Laroche et Guy Thauvette. Raymond Cloutier a défini lui et les siens comme « regroupement d’acteurs révoltés ». Se définissant comme troupe de théâtre alternatif, elle repose sur une approche de création collective, faisant une large place à l'improvisation.

## Contexte historique
Dans la foulée de la révolution tranquille en cours au Québec depuis le début des années 1960, le monde du théâtre est aussi en pleine évolution avec des créations originales d'auteurs québécois comme Michel Tremblay et de mises en scènes éclatées comme celles de Jean-Claude Germain. Les créations collectives du Grand Cirque ordinaire s'inscrivent dans un mouvement auquel participent plusieurs troupes de théâtre : Théâtre des cuisines, Théâtre Euh! (Québec), Les gens d'en bas (Rimouski), Théâtre du sang neuf (Sherbrooke), Théâtre Parminou (Québec) et Théâtre de l'Eskabel (Montréal). Ce mouvement fait large place à l'improvisation, à la musique et à l'imaginaire du cirque.
Parmi le foisonnement des troupes dites de "création collective", le Grand Cirque ordinaire se démarque par le retentissement qu'il a eu dans tout le Québec. Sa première pièce, T'es pas tannée Jeanne d'Arc?, créée en novembre 1969 a connu un succès appréciable tant critique que public. Cette création fait un parallèle entre le sort de Jeanne d'Arc, brûlée sur le bucher et celui des Québécois. Guy Thauvette a publié T'es pas tannée, Jeanne d'Arc? aux Herbes Rouges en 1991, avec une préface de Michel Tremblay, une postface de Michel Bélair, des photos de André Lecoz et de Guylaine Thauvette.

## Créations au théâtre
| Titre                                        | Année | Production/Lieu                   |
| T’es pas tannée Jeanne-d’Arc ?               | 1969  | TPQ / (plusieurs lieux au Québec) |
| Alice au pays du sommeil                     | 1970  | TPQ / (plusieurs lieux au Québec) |
| La Famille transparente                      | 1970  | TPQ / Théâtre national            |
| Le Québéquoi ? ou T'en rappelles-tu Pibrac ? | 1971  | TPQ / Cegep de Joliette           |
| L’Opéra des pauvres                          | 1973  | GCO / Patriote à Clémence         |
| Un prince mon jour viendra                   | 1974  | GCO / Patriote à Clémence         |
| La Tragédie américaine de l’enfant prodigue  | 1975  | GCO / Quat’sous                   |
| La Stepette impossible                       | 1976  | GCO / Théâtre de la Main          |
| Mandrake chez lui                            | 1976  | GCO / Quat’sous                   |
| Avec Lorenzo à mes côtés                     | 1983  | Quat’sous                         |
| Le Grand Cirque ordinaire                    | 1986  | Quat’Sous                         |

sources, :

## Cinéma
- 1970 : Le Grand Film ordinaire ou Jeanne d'Arc n’est pas morte, se porte bien et vit au Québec de Roger Frappier
- 1971 : Montréal blues de Pascal Gélinas[10]

## Musique
- 1975 : Le Grand Cirque  ordinaire, réalisation de Rick Austin, Dominique Brunet et le GCO. Productions Hélios inc., 33 tours. Disques Capitol  Emi du Canada Limitée, no  SKAO 70.041[11].